# Жидков Валерій Вікторович
Валерій Вікторович Жидков (нар. 24 березня 1975, Тамбов, РСФСР, СРСР) — сценарист, телеведучий, автор сценаріїв для шоу «Студії квартал 95», колишній учасник КВК-команд: «Тамбовські вовки», «Тапкіни діти», «95 квартал». Псевдонім — «тамбовський вовк». У 2022 році отримав українське громадянство.

## Життєпис
Народився 24 березня 1975 року в Тамбові в родині міліціонера. Закінчив Тамбовський державний технічний університет, здобув фах інженера-системотехніка. Після навчання служив в армії, потім два роки працював в міліції оперуповноваженим.
Почав грати в команді КВК «Тамбовські вовки», пізніше був учасником команди «Тапкіни діти». У 1999 році вперше побував у Києві з командою «Тамбовські вовки».
У 2003 році разом з колишніми КВН-никами з Кривого Рогу переїхав до Києва. На базі цієї творчої групи і була створена «Студія Квартал 95».
З 2003 року автор «Студії Квартал-95». Співавтор сценарію мюзиклу «Як козаки…».
За більше 20 років проживання в Україні, залишався громадянином Росії з українською посвідкою на проживання. Став громадянином України у 2022 році після російського вторгнення.
У серпні 2023 року голова Української асоціації власників зброї Георгій Учайкін опублікував документ згідно з яким колишній голова СБУ та керівник студії «Квартал 95» Іван Баканов у червні 2022 року нагородив Жидкова у статусі радника голови Служби безпеки України на громадських засадах, іменною зброєю Glock 17.

## Скандальні висловлювання
В одній із своїх програм автор рекомендував майбутнім народним депутатам вилучити з Конституції додаток про курс України у НАТО та ЄС.

## Сім'я
- Дружина Марія Жидкова (Васильєва) (н. 29 грудня 1979), дочки Єлизавета Жидкова (15 серпня 2004) і Софія Жидкова (8 жовтня 2014 року).

## Телебачення
- «Пороблено в Україні» (Інтер) разом з Зеленським
- «Вечірній квартал» (єдиний з авторів виступає зі своїми жартами)
- «Чисто NEWS» (1+1) разом з Зеленським (до 2 жовтня 2014 р, з 15 грудня 2014 року і до кінця лютого 2015 року, і з 31 серпня по 1 жовтня 2015), Олександром Пікаловим (з 6 жовтня до 12 грудня 2014 р і в березні-квітні 2015), Євгеном Кошовим (в квітні-червні, і з 5 жовтня по 24 грудня 2015) і Оленою Кравець (з 21 березня 2016 г.)
- «Смачна ліга» (Інтер) (участь, змагався в приготуванні страв з Отаром Кушанашвілі)
- Що? Де? Коли? (Україна) — учасник команди знавців
- «Київ Вечірній». У 2012 році Валерій Жидков і Володимир Зеленський отримали статуетку *"ТЕЛЕТРІУМФ" в номінації «Ведучий розважальної програми».
- «#ГУДНАЙТШОУ».
- «#ГУДНАЙТКЛАБ».
- «Де? Мократія».

## Фільмографія
сценарист і автор текстів
- 2007 — Три мушкетери
- 2009 — Як козаки …
- Казкова Русь